# Bautista Chico
Bautista Chico es una localidad del estado mexicano de Chiapas. Es parte del municipio de Chamula.

## Toponimia
El nombre «Bautista» hace referencia al santo patrono de la localidad: Juan el Bautista.

## Demografía
| Gráfica de evolución demográfica |
|                                  |

| Censo | Población |
| ----- | --------- |
| 1921  | 98        |
| 1930  | 273       |
| 1940  | 557       |
| 1950  | 487       |
| 1960  | 276       |
| 1970  | 427       |
| 1980  | 474       |
| 1990  | 1 254     |
| 2000  | 982       |
| 2010  | 1 173     |
| 2020  | 2 194     |